# Soi Bug
Soi Bug är en ort i Indien.   Den ligger i distriktet Badgam och unionsterritoriet Jammu och Kashmir, i den norra delen av landet, 600 km norr om huvudstaden New Delhi. Soi Bug ligger 1 587 meter över havet.